# Esan South East
Esan South East è una delle diciotto aree a governo locale (local government areas) in cui è suddiviso lo stato di Edo, nella Repubblica Federale della Nigeria.
Si estende su una superficie di 1.306 km² e conta una popolazione di 167.721 abitanti.